# Szvéti Angel csuvár
Szvéti Angel csuvár (Sveti angel varuh) je prekmurski katoliški molitvenik in pesmarica Jožefa Borovnjaka iz 1875. Drugi natis (1890) je bil objavljen skupaj z drugimi Borovnjakovemi deli: Mali katekizem za obcsinszke lüdszke sole in Angelska služba. Angelska služba je napisana v osrednji (knjižni) slovenščini. Molitvenik je tiskal Johann Wetzinger v Radgoni.
Celotni naslov je Szvéti Angel csuvár ali vodnik v nebesza. Drugič so ga tiskali leta 1890, tudi pri Wetzingeri z naslovom: Szvéti Angel csuvár ali vodnik v nebésza. Mariborska univerzitetna knjižnica, Pokrajinska in študijska knjižnica Murska Sobota ter Narodna in univerzitetna knjižnica ima primerke.
Szvéti Angel csuvár je simplificiran molitvenik v novem prekmurskem jeziku. Borovnjak je hotel reformirati prekmursko knjižno normo, dokler luteranski pisatelj Janoš Kardoš je hotel absolutno samostojnost v jeziku, a njegovi neologizmi so prazne fraze. Kardoš je dosebedno prevedel izraze iz madžarščine, dokler so Borovnjak, Jožef Košič in drugi prevzeli nove izraze iz slovenskega ali kajkavskega jezika. Jezik Borovnjakovega molitvenika ni kompliciran, kot Kardošev jezik. Pomembne molitve je prepisal Borovnjak iz starih molitvenikov, dokler je sam sestavil nove molitve. Prevzel je nekaj stvari iz svojega zahodno-ravenskega narečja, npr. predlog ober (nad, nemška izposojenka). Napisal je nov križev pot Krizsov pot (v starejših molitvenikih se piše Križna pout) ter pesmarico z novimi pesmami. Anton Števanec učitelj je prepisal 3 pesmi iz Borovnjakovega molitvenika v svoj molitvenik Szerczé Jezus.
2. Mocsna oblüba.

O milosztivni ocsa nebeszki! Zsao mi je ino odürjavam z-dna mojega szrca za vsze vcsinjene grehe, zato da szam zsnjimi mojega Boga, steroga ober vszega lübim zsalosztio. V-prisesztnom vremeni pa bom szi prizadevao sz. tvojo miloscso, da sze vszega greha varjem, vszake grehsne prilike ognem i vsze hüdo nagnenje od zacséska zaterem, da skodo, stero szam csinio popravim, pohüjsanje sz-pobozsnim zsivlenjom pobogsam. Ka pa moja szlaboszt nepremore o Jezus! nadomeszti po tvoje zaszlüzsenyi, po britkoj szmrti. – Ti pa o Maria! mati miloszti bozse! proszi szvojega Szina nasega Odresenika da me pomilüje. Moj sz. Angel csuvar szproszi mi miloscso, da to sz. szpovid tak opravim, da sze razveszelis vszehmi angeli i szveci bozsimi Vse to te proszim o Bog! po Jezusi Krisztusi goszpodi nasem. Amen.
Čeprav je Szvéti Angel Csuvár napisan po madžarskem črkopisu, vendar ima veliko novosti iz osrednjega slovenskega jezika. Borovnjak je tako menil, da ogrski Slovenci še niso pripravljeni prevzeti kranjsko slovenščino. Fran Kovačič piše, da Borovnjakova prekmurščina ni čista, ampak se v marsičem približuje knjižni slovenščini.